# Bob Thiele
Bob Thiele (New York, 27 juli 1922 – aldaar, 30 januari 1996) was een Amerikaans producer, met name van jazzplaten. 
Op zijn zeventiende begon Thiele zijn eigen platenlabel, Signature Records, en nam albums op met onder meer Lester Young, Erroll Garner en Coleman Hawkins. In 1952 trad hij in dienst van Decca Records. Tussen 1961 en 1969 was hij platenbaas van Impulse! Records. Artiesten als John Coltrane, Charles Mingus, Dizzy Gillespie, Sonny Rollins, Archie Shepp en Albert Ayler werkten onder dit label. 
Thieles grootste hitsong in deze periode was Louis Armstrongs "What a Wonderful World", dat hij samen met George David Weiss schreef. Verder produceerde hij voor Impulse! Records albums voor B.B. King, John Lee Hooker, Big Joe Turner en T-Bone Walker.
Thiele was gehuwd met een van Amerika's populairste zangeressen in de jaren 50, Teresa Brewer.